# Hyperolius cinereus
Hyperolius cinereus es una especie de anfibios de la familia Hyperoliidae.
Habita en Angola y posiblemente República Democrática del Congo.
Su hábitat natural incluye ríos, pantanos, marismas de agua dulce y corrientes intermitentes de agua dulce.